# Amanda Lear
Amanda Lear, pseudonimo di Amanda Tapp o Tap (Saigon, 18 novembre 1939), è una cantante, attrice, conduttrice televisiva e modella francese naturalizzata britannica.
Intraprese la carriera come modella all'inizio degli anni sessanta, distinguendosi per una certa androginia, che colpì anche il pittore surrealista Salvador Dalí, per il quale posò spesso e con cui intrecciò una relazione. Attirò l'attenzione del pubblico nel 1973, dopo aver posato come modella sulla copertina dell'album For Your Pleasure dei Roxy Music, grazie alla quale cominciò la storia d'amore con David Bowie, che, notando in lei un certo potenziale, la spinse ad entrare nel mondo della musica.
I suoi primi produttori furono i La Bionda, poi dal 1976 la Lear ottenne grande successo come cantante firmando un contratto con la Ariola Records di Monaco di Baviera. Dotata di una voce bassa e sensuale, e forte di un personaggio con un'aura di ambiguità e mistero, raggiunse un notevole successo come interprete di musica Disco in tutta Europa, oltre che in Sud America, Giappone e altri paesi del mondo, grazie a singoli come Tomorrow, Follow Me e Queen of Chinatown. Vanta 18 album, più di 50 singoli e circa 15 milioni di album e 25–30 milioni di singoli venduti nel mondo.
Poliglotta, spigliata e dotata di grande umorismo, ha affiancato alla carriera musicale una fortunata serie di partecipazioni a programmi televisivi d'intrattenimento in Italia, Francia e Germania, prima come soubrette, poi anche come conduttrice. Ha inoltre continuato a dipingere, a scrivere e a dedicarsi alla carriera di attrice. Dal 1981 Amanda Lear vive a Saint-Étienne-du-Grès, vicino ad Avignone, nel sud della Francia.

## Biografia

### Infanzia e istruzione
Gran parte della vita di Amanda Lear è avvolta dal mistero. Poco dopo la sua nascita, avvenuta a Saigon (Indocina francese), oggi Ho Chi Minh (Vietnam), sebbene a lungo si sia ritenuta un'ipotesi plausibile anche Hong Kong, nel 1939 (18 giugno o 18 novembre), i suoi genitori si sarebbero separati e Amanda sarebbe stata cresciuta dalla madre a Nizza o tra Londra e Parigi o nel sud della Francia e in Svizzera. Nel 2021 lei stessa conferma di essere nata a Saigon.
La veridicità rispetto alla data e al luogo di nascita, i nomi e le nazionalità dei suoi genitori e le città in cui è stata cresciuta, tuttavia, costituiscono una questione molto dibattuta dall'inizio della sua carriera.
Amanda Lear stessa ha deliberatamente fornito in più occasioni informazioni contraddittorie sulla sua giovinezza. Ha dimostrato avere un talento per le lingue già in età precoce, imparando presto anche l'inglese, il tedesco, lo spagnolo e l'italiano, lingue che le sarebbero servite più tardi nella vita professionale. I linguisti osservano che ha un accento francese quando parla (e canta) in inglese. Secondo la sua biografia ufficiale si sarebbe trasferita a Parigi dopo aver terminato la scuola, per studiare presso l'Académie des beaux-arts, prima di entrare alla St. Martins School of Art di Londra.

### Anni sessanta
A Parigi si presenta alla scuola per modelle di Lucie Daouphars, soprannominata Lucky. Gerald Nanty le suggerisce di andare da Karl Lagerfeld (modellista di Jean Patou) e la Lear inizia così a sfilare per lui. Amanda Lear fu poi messa sotto contratto da Catherine Harlé, capo di una delle più famose agenzie per modelle d'Europa. Amanda Lear è a Parigi per il suo primo incarico di modella per Paco Rabanne (1967). Durante una intervista per Radio Europe 1 nel 2003, la Lear ha parlato della sua giovinezza e della sua successiva scoperta come modella:
Incontrò l'eccentrico pittore surrealista spagnolo Salvador Dalí a Parigi, l'auto-proclamato enfant terrible dell'arte. Dalí non fu colpito solo dallo sguardo di Amanda Lear, ma anche dall'affinità spirituale: lei stessa da allora ha descritto il loro stretto rapporto non convenzionale come un "matrimonio spirituale". La Lear successivamente ha accompagnato lui e sua moglie per circa quindici anni, trascorrendo ogni estate con loro. Durante questi viaggi Dalí le mostrava i musei d'Europa, i salotti parigini e la Spagna, mentre lei gli mostrava l'arte, la moda, la fotografia e la musica a Londra. Amanda Lear ha posato per alcune opere di Dalí, come Hypnos (1965), Venus in Furs (1968), Bateau Anthotropic e Vogue, ha partecipato a molti dei suoi progetti cinematografici e inoltre stava al suo fianco durante le conferenze stampa e gli incontri con i media: eventi che spesso si trasformavano in spettacoli, spesso con la Lear come figura centrale. Un articolo in El Mundo è illustrato da una foto del 1963 di Amanda Lear e Salvador Dalí. Dal 1965 Amanda Lear accompagna ufficialmente Salvador Dalí nelle sue uscite.
Proprio come Catherine Harlé aveva detto, una ragazza con l'aspetto della Lear era molto richiesta e, subito dopo, si ritrovò a essere fotografata da Helmut Newton, Charles Paul Wilp e Antoine Giacomoni per riviste come mr. (1966), Beau (1966), Candide (1966), Cinemonde (1967), Scandal e Marie France e a partecipare alle sfilate di stilisti come Yves Saint Laurent e Coco Chanel a Parigi e Mary Quant, Ossie Clark e Antony Price a Londra. Dopo qualche tempo abbandonò la scuola d'arte e cominciò a fare la modella a tempo pieno, continuando a vivere nella Swinging London degli anni sessanta, con molti personaggi famosi. Intraprese anche una breve relazione con Brian Jones. Amanda Lear si trasformò in una "sostenitrice del demi-monde di Londra", diventando giornalista nel 1978 e scrivendo nella colonna del gossip per il giornale britannico Ritz Newspaper.
Dal 1966 al 1970 Amanda Lear è apparsa in alcuni film e programmi TV (Dim Dam Dom), recitando ruoli minori o facendo delle piccole partecipazioni. Il suo primo ruolo è quello dell'aliena nel film francese Ne jouez pas avec les Martiens, a cui è seguito il film Onyricon (Wonderwall) e Fun and Games for Everyone (1968). Nel 1969 ha partecipato in Germania alla settima puntata del telefilm Der Kommissar, per poi terminare con il film sperimentale Double Pisces, Scorpio Rising.

### Anni settanta

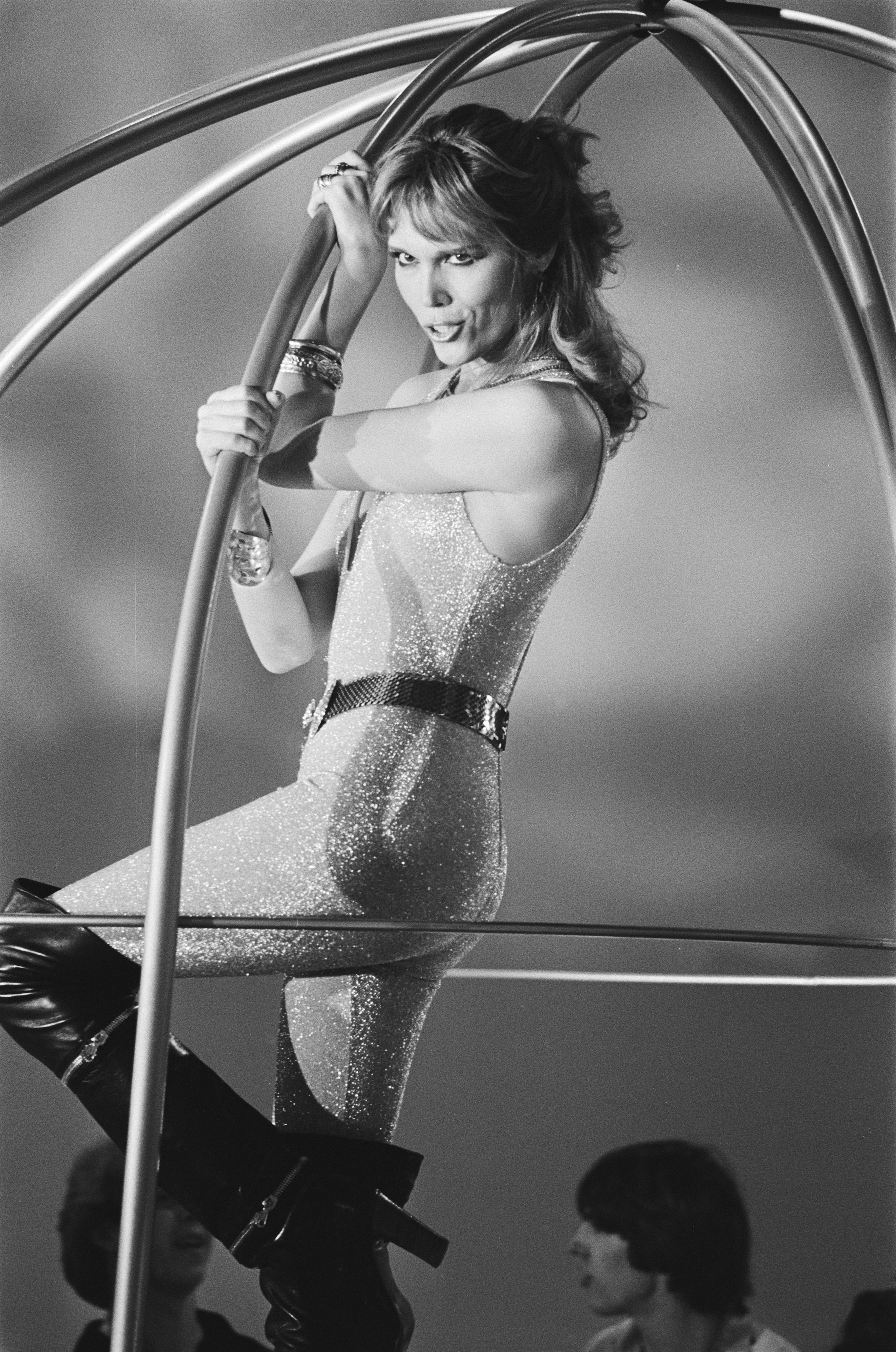
Amanda Lear nel programma TV olandese Disco Show (1978)

Nel 1973 viene fotografata per la copertina dell'album For Your Pleasure dei Roxy Music. Nella foto è rappresentata con un abito nero attillato mentre tiene al guinzaglio una pantera nera. La copertina è stata descritta come "famosa come l'album stesso" e richiamò su di lei l'attenzione di David Bowie, con cui la Lear intrecciò un intenso quanto breve legame. Il 16 novembre 1973, apparve nella serie televisiva della NBC americana Midnight Special con Bowie durante la performance di Sorrow. Nel video Amanda Lear è sopra un'impalcatura con in mano un lungo bastone che usa per spostare su una scacchiera delle pedine viventi; inoltre recita nello spettacolo come la "maestra per le cerimonie". La sua apparizione nel video è considerata come il lancio della sua carriera musicale.
Poco tempo dopo registrò insieme a Bowie la sua prima canzone intitolata Star, mai pubblicata. In un'intervista televisiva la Lear dichiarò che fu lo stesso Bowie a convincerla a lasciare la professione di modella per abbracciare la carriera di cantante, finanziandole anche alcuni corsi di canto e danza; inoltre dichiarò: «David è stato l'unico uomo con cui sono andata a letto che si truccava più di me».
Il suo singolo di esordio Trouble non ebbe successo; Amanda Lear registrò anche una versione francese della canzone che attirò l'attenzione del produttore Antony Monn e dell'etichetta Ariola-Eurodisc, che le offrì sette anni e sei album di contratto per una somma di denaro che la Lear definì "astronomica". Il suo album di esordio I Am a Photograph, registrato a Monaco di Baviera, fu un successo in Germania e in Austria. In Italia riuscì ad arrivare alla Top 10. Dall'album furono estratti alcuni singoli, tra cui Blood and Honey, Tomorrow e Queen of Chinatown che diventò il suo primo successo a livello europeo.

Amanda Lear nel film Zio Adolfo in arte Führer (1978)

L'album che seguì I Am a Photograph fu Sweet Revenge, un concept album che contiene un medley continuo nel primo lato. L'album riuscì ad arrivare nella Top 10 di alcuni paesi europei e fu certificato Disco d'oro in Germania Ovest e Francia. Dall'album fu poi estratto il singolo di successo Follow Me e la Top 20 Enigma (Give A Bit Of Mmh To Me). Per promuovere l'album Amanda Lear ne cantò le canzoni in varie emittenti televisive in Europa e altrove. In Italia e in Germania la promozione fu continua. Ad esempio in Germania le canzoni erano cantate durante il programma televisivo Musikladen. In Italia esordì in televisione nella serata inaugurale di Antennatre, una delle prime televisioni commerciali. Poi partecipò al controverso programma Stryx su Rai 2, nella quale lei interpreta un ambiguo personaggio dal nome Sexy Stryx. Nel 1978 la Lear fece anche un cameo nel film Zio Adolfo in arte Führer cantando Lili Marleen, e uno nel documentario erotico di Joe D'Amato Follie di notte.
L'ultimo album della fortunata trilogia Disco è Never Trust a Pretty Face. L'album però non riuscì a entrare nella Top 20, anche dopo la pubblicazione della hit minore Fashion Pack. L'album fu promosso soprattutto in America, mentre "gli inglesi rimasero immuni all'effetto Amanda Lear".

### Anni ottanta
Dopo la Disco Demolition Night, anche Amanda Lear come molte altre cantanti lasciò la musica disco per dedicarsi al rock e alla new wave. Verso l'inizio del 1980 la Lear pubblicò Diamonds for Breakfast, che fu un successo soprattutto in Norvegia e in Svezia. Con questo album Amanda Lear abbandonò il sound Disco prodotto a Monaco per dedicarsi al rock elettronico in stile new wave. Durante un'intervista dichiarò che non era più interessata al titolo di "White Queen of Disco" (Regina bianca della Disco music), ma voleva assomigliare di più a Tina Turner, la sua rockstar preferita. Lear trascorse la maggior parte del 1980 in tour promozionali per l'album, dalla Grecia sino alla Finlandia. Inoltre arrivò per la prima volta in Giappone, dove entrambi i dischi, il singolo Queen Of Chinatown e Sweet Revenge arrivarono alle prime posizioni e vennero certificati Dischi d'oro. Nel settembre 1980 Lear fa il suo esordio come presentatrice Tv. La RAI la chiama a condurre, insieme con Enrico Beruschi, le due serate della "Mostra Internazionale Di Musica Leggera Di Venezia" trasmesse da RAI 1, dove Lear canta per la prima volta in Italia Solomon Gundie.

Andrea Giordana e Amanda Lear nel programma TV italiano W le donne (1984)

Dopo Diamonds for Breakfast, Amanda Lear pubblicò l'ultimo album prodotto da Antony Monn Incognito nel 1981. L'album ebbe un tiepido successo in Europa (Svezia, Norvegia, Austria), mentre fu un vero successo in Sudamerica. Divergenze artistiche, ma perse il processo, e come risultato nel 1983 dovette pubblicare l'ultima canzone influenzata da Monn, Love Your Body. Lear si concentrò ulteriormente in Italia, e pubblicò la sua prima raccolta di grandi successi, Ieri, oggi, seguita da uno speciale televisivo chiamato Ma chi è Amanda?. L'ultimo album di studio di Amanda Lear pubblicato dalla Ariola fu Tam-Tam. Come il precedente singolo Incredibilmente Donna, estratto da Ieri, oggi, Tam-Tam nacque da una collaborazione tra compositori e produttori italiani. L'album venne promosso solo in Italia, e anche l'unico singolo estratto No Regrets venne pubblicato solo in Italia. La promozione dell'album avviene durante la conduzione del programma televisivo Premiatissima su Canale 5, in cui la sigla finale era No Regrets. Amanda Lear rimase alla conduzione per due edizioni, quella del 1982 e del 1983.
Nel 1984 Amanda Lear pubblicò la sua prima biografia ufficiale, My Life With Dalí, pubblicata inizialmente in Francia sotto il titolo di Le Dali D'Amanda. La biografia fornisce delle informazioni sulla vita di Salvador Dalí, e contiene anche dettagli della vita di Amanda Lear. Il libro venne approvato da Dalí stesso, anche se alcuni studiosi giudicano inaccurate alcune informazioni e alcune date.
Sempre nel 1984 collabora con il regista Mauro Bolognini per la realizzazione del videoclip della canzone Assassino.
Dopo aver lavorato per quattro anni come intrattenitrice televisiva per Canale 5 e il canale francese La Cinq Amanda Lear ritorna alla musica con l'album Secret Passion, registrato per segnare il suo ritorno non solo nei paesi europei, ma anche in quelli anglosassoni. A causa di un incidente automobilistico, proprio mentre era pronta a pubblicizzare l'album, Lear dovette rimanere alcuni mesi in convalescenza. Mentre era in ospedale, Lear cominciò a scrivere la sua prima novella L'Immortelle, un racconto surreale che descrive i tormenti di una donna condannata all'eterna giovinezza e bellezza, a guardare tutti gli altri invecchiare e infine, di perdere tutti i suoi cari, ma pur restando sempre bella, non è in grado di fermare lo scorrere del tempo.
Nel 1988 Amanda Lear ritorna nelle classifiche con una reinterpretazione della canzone Tomorrow, Tomorrow (Voulez vous un rendez vous), in cui duetta con il cantante della band CCCP Fedeli alla linea, Giovanni Lindo Ferretti. La canzone dopo una forte promozione in Italia riesce a entrare nella classifica dei singoli, arrivando alla posizione 40. La band inoltre farà da supporto per alcuni concerti di Lear in Italia. Verso la fine degli anni ottanta, due suoi successi, Follow Me e Gold, vengono remixati dal DJ Hi-NRG britannico Ian Levine e ripubblicati dalla Ariola Records come singoli. Questi vengono seguiti dalla pubblicazione di alcune raccolte della Ariola, e da due album Pop-rock, Uomini più uomini in Italia e Tant qu'il y aura des hommes in Francia, entrambi pubblicati nel 1989.
Nel 1987 e nel 1992, Amanda Lear apparirà in due delle più famose serie televisive francesi, Marc et Sophie e Maguy. Nel 1989 inoltre condurrà Ars Amanda, andato in onda su Rai 3. Il programma, uno tra i suoi preferiti, veniva condotto in un letto, in cui Lear intervista celebrità e politici, sia italiani sia internazionali.

### Anni novanta

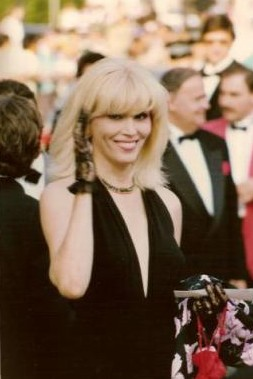
Amanda Lear al Festival di Cannes 1990

Dopo le poche apparizioni televisive, nel 1993 Lear appare in due sceneggiati televisivi. Il primo è la serie televisiva Piazza di Spagna dove interpreta sé stessa; successivamente appare nel film per la TV drammatico Une Femme pour Moi diretto da Arnaud Sélignac. Nello sceneggiato interpreta Françoise, casalinga e moglie di Tom novembre, che sta andando incontro a una crisi di mezza età. Ma è nel 1998 che torna al cinema dopo la prima esperienza con Joe D'Amato, con Bimboland, film francese dove interpreta Gina.
Quattro anni dopo i due album Pop-rock, Lear ritorna con due album Eurodance, Cadavrexquis nel 1993 e Alter Ego nel 1995. Entrambi non riscuotono quel successo internazionale tanto sperato, anche con molta promozione televisiva e con alcuni concerti in giro per l'Europa. L'album Alter Ego ad esempio verrà promosso soprattutto in Germania, dove la Lear tra il 1995 e il 1996 ha condotto un talks how su RTL II chiamato Peep!, la cui sigla era una canzone contenuta nell'album.
Nel 1998, dopo aver tenuto l'Italia tagliata fuori dai progetti musicali, Lear cerca di ricatturare l'attenzione su di sé con la raccolta di remix e vecchi successi registrati nuovamente: Back in Your Arms. L'album comunque a causa di una contesa tra case discografiche verrà rimpiazzato da un'altra raccolta chiamata Follow Me Back in My Arms che porterà l'album originale a un fallimento finanziario. Nello stesso anno è tornata in televisione con la trasmissione di prima serata di Italia 1 Il brutto anatroccolo, andato in onda per diverse stagioni fino al 2000
Negli anni novanta, Lear dopo una lunga pausa dalla moda riappare nelle passerelle di stilisti come Paco Rabanne, Grés e Thierry Mugler. Nel 1996 inoltre partecipa alla sfilata di Paco Rabanne per l'evento Life Ball a Vienna, per raccogliere fondi per supportare le persone malate di AIDS.

### Anni duemila

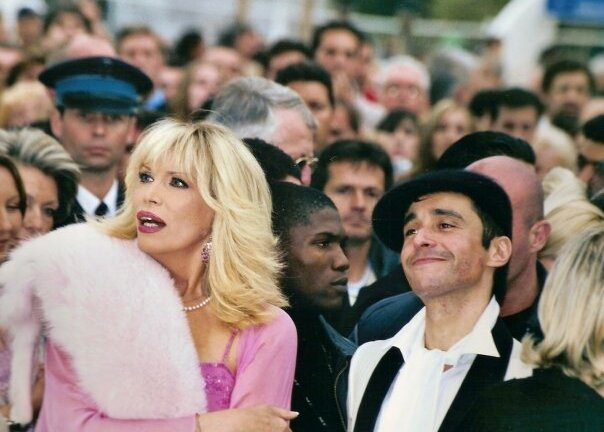
Amanda Lear e Ariel Wizman al Festival di Cannes 2004

Nel dicembre del 2000 Alain-Philippe Malagnac d'Argens de Villèle, il marito della Lear, morì in un incendio scaturito nella loro casa. Per commemorare la sua morte la Lear registra un anno dopo l'album Heart. Dopo aver collaborato con alcuni DJ come Laurent Wolf e Junior Vasquez, partecipa in alcune raccolte e registra alcune canzoni; tra le quali Paris By Night che otterrà in Italia un modesto successo commerciale. Seguono le due raccolte Forever Glam! e The Sphinx, e l'album With Love; la versione italiana venne distribuita due anni dopo, nel 2008.
Gli anni 2000 per la Lear furono molto importanti, sia per il piccolo schermo sia per il cinema.
In televisione ha presentato il programma Rai Cocktail d'amore; lo show ebbe particolarmente successo per le interviste a personaggi importanti degli anni settanta e ottanta, tra cui Marcella, Patty Pravo, Rettore, Anna Oxa, Giuni Russo, Loredana Bertè, Scialpi e i Ricchi e Poveri. Nel 2003 conduce assieme a Gene Gnocchi la seconda edizione de La grande notte del lunedì sera su Rai 2. Nel 2005 è entrata a far parte della giuria del programma Ballando con le stelle. Nell'estate del 2008 ha presentato alcuni programmi, tra cui il francese La Folle Histoire du Disco, il tedesco Summer of the '70s e Battaglia fra Sexy Star sul canale francese e italiano E!. Nell'ottobre del 2008 appare con un cameo nella soap italiana Un posto al sole, nel ruolo della Morte. Nel luglio 2009 partecipa a tre episodi della sit-com 7 vite.
Per quanto riguarda il cinema ha recitato nella commedia francese Le Défi, un film sulla break dance e nel film drammatico Gigolo. Oltre a essere apparsa in ruoli minori in alcuni film indipendenti, nel 2004 doppia la fashion designer Edna Mode nel film Gli incredibili nella versione francese e italiana del film. Oltre a questi ruoli, la Lear ha anche partecipato in alcuni film indipendenti.
A partire dal 1981, la Lear cominciò a esporre le sue opere in varie mostre quasi tutti gli anni, fino all'anno 2000. Un'esibizione del 2001 venne intitolata Not a. Lear, in riferimento al dipinto Ceci n'est pas un pipe di René Magritte. In seguito, nel 2006, ha presentato ancora una volta le sue opere in una mostra chiamata Never Mind the Bollocks: Here's Amanda Lear!, una parafrasi dell'album dei Sex Pistols Never Mind the Bollocks, Here's the Sex Pistols, ma anche con qualche riferimento al suo passanto ambiguo, che di fatto fu proprio il tema della mostra. Un'altra esposizione si è tenuta in Svizzera a Lugano nel 2007 e infine nel 2008 Sogni, Miti, Colori.
Nel gennaio 2007 è stata insignita del titolo di "Cavaliere dell'Ordre des Arts et des Lettres" dal ministro della cultura francese Renaud Donnedieu de Vabres per il suo contributo all'arte.

### Anni duemiladieci
Nel novembre 2008 la Lear ha annunciato in una trasmissione televisiva francese i piani per la registrazione di un nuovo album chiamato Brief Encounters. Il doppio album è stato pubblicato il 16 ottobre del 2009 in Italia ed è stato anticipato dal singolo Someone Else's Eyes, cantato in coppia con il cantante-produttore italiano Deadstar. L'album è stato successivamente pubblicato in Europa in tre diverse versioni: standard, acustica e remixata. La versione remixata chiamata Brief Encounters Reloaded è stata distribuita su iTunes nel 2010.
Sempre nel 2009, in Francia è stato pubblicato l'EP Brand New Love Affair, composto da otto tracce Dance. Dall'album sono stati estratti i singoli Brand New Love Affair (In the Mix) e I'm Coming Up. Il secondo è stato distribuito come EP e include remix di Richard Morel, Tommie Sunshine, Sammy Jo e Babydaddy dei Scissor Sisters.
Dal 2009 al 2011 è in tournée con lo spettacolo teatrale Panique au ministère, prima a Parigi e poi nel resto della Francia, Belgio e Svizzera, riscuotendo un ottimo successo di pubblico e critica.
Dall'aprile al maggio del 2011 è uno dei membri della giuria della terza edizione del varietà di Rai 1 Ciak... si canta!. Sempre in aprile è stata diffusa la notizia che la Lear avrebbe presentato il programma Delitti Rock su Rai 2 in seconda serata, anche se poi la conduzione è stata affidata all'attore Massimo Ghini. Dopo aver pubblicato il singolo Chinese Walk nell'aprile 2011, la Lear ha confermato che pubblicherà un nuovo album di inediti intitolato I Don't Like Disco. La canzone ha ottenuto un discreto successo nel circuito Dance francese e sul web e ha ricevuto recensioni positive in Italia. Dall'autunno seguente recita al Théâtre de la Renaissance di Parigi con la commedia Lady Oscar, adattamento della pièce Oscar (1958) di Claude Magnier.
Il 14 settembre 2012 partecipa alla prima puntata di Tale e quale show condotto da Carlo Conti in onda su Rai 1 come membro della giuria dopo una imitazione che di lei fece Barbara De Rossi. Sempre nello stesso mese sfila a Parigi per Jean-Paul Gaultier, che la presenta come "l'imperatrice della disco". A partire da settembre 2013 è in scena al Théâtre des Variétés di Parigi con la commedia brillante Divina. Nel marzo del 2014 pubblica il diciottesimo album della sua carriera intitolato My Happiness dedicato alla musica di Elvis Presley. Dal 2 maggio dello stesso anno, diventa giudice del nuovo programma di Carlo Conti Si può fare!
Da febbraio 2016 è protagonista dello spettacolo teatrale La candidate, seguito di Panique au ministère; lo spettacolo è stato promosso attraverso un video dove Lear annuncia la sua finta candidatura alle presidenziali francesi del 2016. A maggio dello stesso anno pubblica un nuovo album musicale dal titolo Let Me Entertain You. Il 16 ottobre 2016, durante un'intervista nel programma Domenica In, Amanda Lear accenna ad un ritiro dalle scene, affermando: «Arriva un momento in cui si dice "40 anni bastano, voglio godermi un po’ la vita." Dico ai miei fan che forse è una delle ultime volte in cui mi vedono». Nel 2017 gira il film Metti una notte, che vede il suo ritorno sul grande schermo dopo tanto tempo. Nel 2018 doppia nuovamente la fashion designer Edna Mode nel film Gli Incredibili 2 nella sua versione francese ed italiana.

### Anni duemilaventi
Il 22 gennaio 2020, a Parigi, prende parte come modella all'ultima sfilata di Jean-Paul Gaultier, che ha celebrato i 50 anni di carriera prima del ritiro. Nel 2020 ha recitato in Miss, un film di Ruben Alves e nel film Si muore solo da vivi di Alberto Rizzi. Nel 2020, attraverso un video YouTube, annuncia la seconda stagione di Sex Education sulla piattaforma di streaming Netflix. Nel 2021 Amanda Lear appare nella serie TV francese Camping Paradis. Dall'autunno seguente recita al Théâtre de la Porte Saint-Martin di Parigi con Qu'est-il arrivé à Bette Davis et Joan Crawford? Nel 2023 Chanel sceglie il titolo Follow Me come sigla per la nuova campagna globale del profumo Coco Mademoiselle.

## Vita privata
A metà anni sessanta conobbe Brian Jones, diventandone amica. Fu poi amante di Salvador Dalì per 16 anni, e in seguito di David Bowie.
L’11 dicembre 1965, a 26 anni, sposò Morgan Paul Lear con una cerimonia a Chelsea, acquisendone il cognome. Il 13 marzo 1979 sposò l'aristocratico francese Alain-Philippe Malagnac d'Argens de Villèle, produttore musicale, nonché amante e figlio adottivo dello scrittore Roger Peyrefitte, con una cerimonia a Las Vegas durante il tour promozionale del suo album Sweet Revenge. Nel 2000 Malagnac muore a 49 anni nell'incendio della loro villa in Provenza. Lear gli dedicherà l'album Heart.
Nel 1999, in occasione della lavorazione al programma su Italia 1 Il brutto anatroccolo, Lear conobbe il modello Manuel Casella, di 40 anni più giovane, del quale è stata compagna dal 2001 fino al 2008.
Nel 2014 ha avuto una relazione con l'attore Anthony Hornez, di 40 anni più giovane.

## Controversie transgender
A metà degli anni sessanta cominciarono a diffondersi voci che Amanda Lear, prima d'intraprendere la carriera di indossatrice e fotomodella, fosse stata un ragazzo di nome Maurice Alain René Tap, nato il 18 giugno 1939 (giorno in cui sul calendario cade la ricorrenza di sant'Amande, vescovo di Bordeaux, da cui poi deriverebbe il nome d'arte femminile di Amanda) e la cui transizione a Casablanca risaliva a due operazioni effettuate dal celebre chirurgo dottor Burou, lo stesso che operò le famose transessuali Coccinelle e April Ashley, la prima nel 1963 e la seconda l'anno dopo 1964.

Esistono testimonianze su biografie, dati, evidenze, ed immagini, verificabili su molteplici locandine, riviste ed anche online, che confermano l'esistenza e ritraggono, da uomo prima e donna poi, Peki d'Oslo, nome d'arte di Alain Tap, nato a Saigon nel 1939 da padre militare francese di stanza in Indocina e madre asiatica. Peki D'Oslo avrebbe ballato nella celebre compagnia di spogliarelli e burlesque en-travesti al Carousel di Parigi, diretta dalla famosissima transessuale francese Coccinelle. A riprova furono esibiti i programmi di sala originali con le sue foto. Sempre durante gli anni sessanta avrebbe lavorato come spogliarellista anche al Raymond Revue Bar di Londra, utilizzando lo stesso pseudonimo e dichiarandosi francese. April Ashley pubblicò nella sua autobiografia tutti i particolari e foto della sua amica Peki D'Oslo, prima e dopo l'operazione. Come spogliarellista transessuale si sarebbe esibita anche nei locali Chez-Nous e Raymond's Revue Bar di Berlino, a Barcellona e Milano (sono rimaste numerose sue foto d'esibizioni al teatrino Le Maschere). Verso il 1961 iniziò ad usare il nome d'arte di Amanda Tap per numeri di cabaret più casti, solo con numeri canori. Con tale pseudonimo s'esibì anche al night-club il "Pipistrello" a Roma. Servizi fotografici di Peki D'Oslo sarebbero apparsi su riviste sexy dell'epoca, soprattutto negli Stati Uniti d'America. Secondo quanto riportato nella biografia di Meredith Etherington-Smith Dalí: A biography del 1992, fu proprio durante una sua esibizione sadomaso in un night-club di Barcellona nel Barri Gòtic, che Dalí la vide e la conobbe. Il Borghese pubblicò nel 1978: 
Comunque, nonostante la totale somiglianza, il cognome di nascita (Tap o Tapp) e la coincidenza di luoghi, avvenimenti e date, Amanda Lear non ha mai ammesso che lei e Peki d'Oslo siano la stessa persona, dichiarando che si tratti invece di una presunta "sosia", pressoché identica e poi più rintracciata. Peki D'Oslo sparisce in concomitanza della scalata al successo nelle Hit-Parade del 45 giri di Amanda Lear Blood & Honey, pubblicato in Europa nel dicembre 1976.
Amanda Lear ha sempre smentito le voci di una chirurgia di riassegnazione del sesso, dichiarando che si era trattato di un espediente escogitato da lei o da lei e Salvador Dalí o da lei e David Bowie per suscitare più curiosità e aumentare le vendite dei suoi album agli inizi della carriera. Più spesso ha però dichiarato che l'idea fosse stata di Dalí. Le voci sulla sua ambigua sessualità furono da lei stessa ampiamente sfruttate per il battage pubblicitario.
(Roberto Rizzo, Sette, settimanale del Corriere della sera, 2002)

## Nella cultura di massa

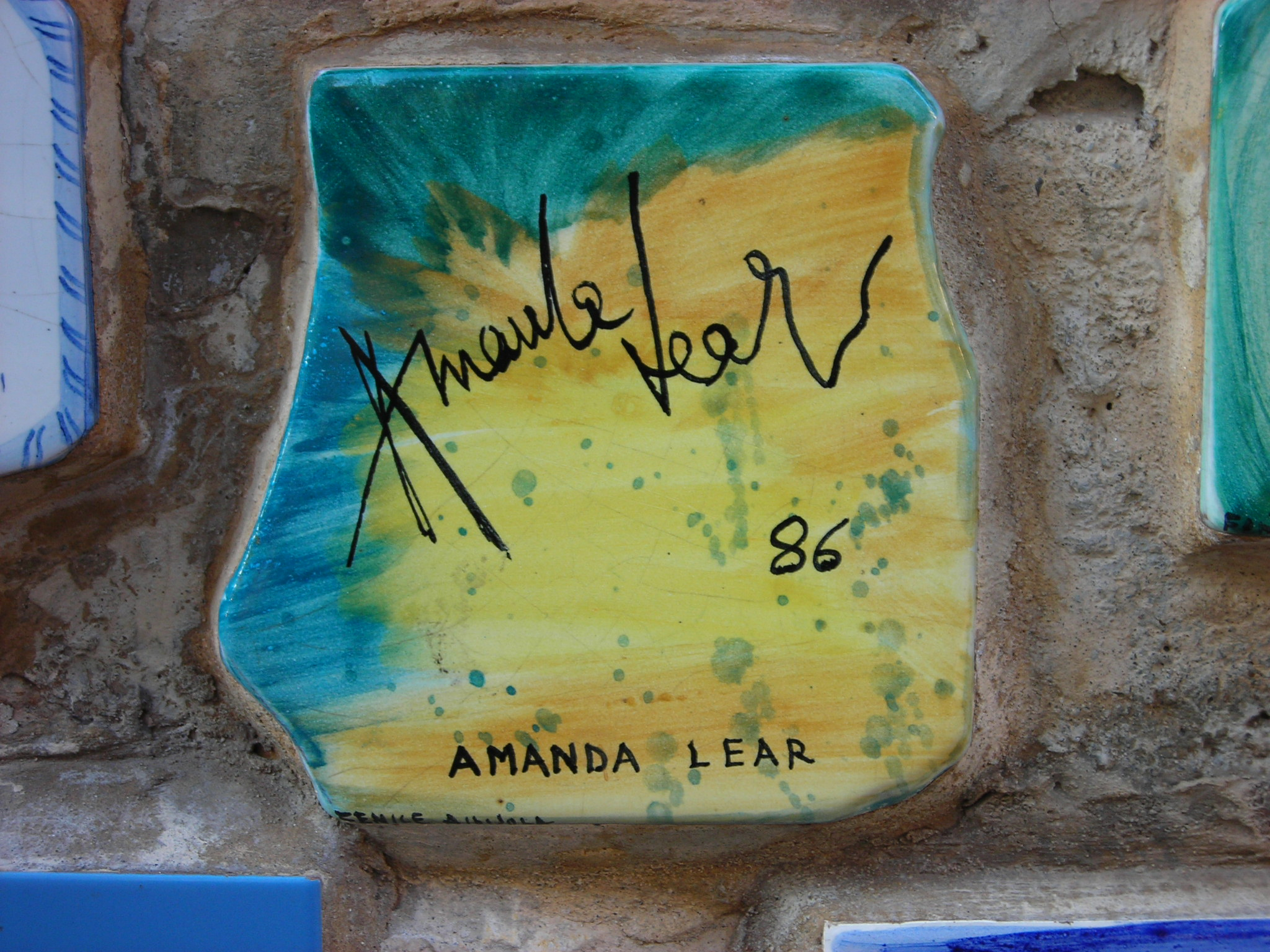
La piastrella del Muretto di Alassio autografata dalla Lear

- I Baustelle le hanno dedicato il brano Amanda Lear, contenuto nell'album L'amore e la violenza pubblicato nel 2017.[124]
- Nell'album Between the Buttons (1967) i Rolling Stones inseriscono la canzone Miss Amanda Jones, a lei dedicata.
- Il gruppo musicale Boston ha dedicato a lei una canzone intitolata Amanda[senza fonte].
- Secondo quanto affermato dalla stessa artista, il brano Das Model dei Kraftwerk è a lei dedicato.[125]
- La drag queen Tammie Brown le ha dedicato il brano Porta Potty Prostitute, contenuto nell'album A Little Bit of Tammie, pubblicato nel 2018.[126][127][128]
- In Dalíland, la modella e attrice Andreja Pejić interpreta Amanda Lear.[129][130][131][132][133]

## Discografia
- 1977 – I Am a Photograph
- 1978 – Sweet Revenge
- 1979 – Never Trust a Pretty Face
- 1980 – Diamonds for Breakfast
- 1981 – Incognito
- 1983 – Tam-Tam
- 1987 – Secret Passion
- 1989 – Uomini più uomini
- 1989 – Tant qu'il y aura des hommes
- 1993 – Cadavrexquis
- 1995 – Alter Ego
- 1998 – Back In Your Arms
- 2001 – Heart
- 2007 – With Love
- 2009 – Brief Encounters
- 2011 – I Don't Like Disco
- 2014 – My Happiness
- 2016 – Let Me Entertain You
- 2021 – Tuberose

## Filmografia

### Attrice

#### Cinema
- Ne jouez pas avec les Martiens, regia di Henry Lanöe (1967)
- Onyricon, regia di Joe Massot (1968)
- Fun and Games for Everyone, regia di Serge Bard (1968)
- Double pisces, rising scorpion, regia di Norman Mailer (1970)
- Follie di notte, regia di Joe D'Amato (1978)
- Zio Adolfo in arte Führer, regia di Castellano e Pipolo (1978)
- Febbre nelle notti d'estate, regia di Sigi Rothemund (1978)[134]
- Grottenolm, regia di Rainer Kirkberg (1985)
- Tendres Intrus, regia di Romain Baboeuf (1992)
- L'amour est à réinventer, regia di Merzak Allouache (1996)
- Bimboland, regia di Ariel Zeitoun (1998)
- Le Défi, regia di Blanca Li (2002)
- Gala, regia di Sílvia Munt (2003)
- Gigolo, regia di Bastian Schweitzer (2005)
- Starfuckers, regia di Julien War (2006)
- Oliviero Rising, regia di Niki Roseo (2007)
- Encore une nuit de merde dans cette ville pourrie, regia di Edouard Rose (2008)
- 8th Wonderland, regia di Nicolas Alberny e Jean Mach (2009)
- Bloody Flowers, regia di Richard J. Thompson (2009)
- Jodorowsky's Dune, regia di Frank Pavich (2013)
- Metti una notte, regia di Cosimo Messeri (2017)
- Miss, regia di Ruben Alves (2020)
- Si muore solo da vivi, regia di Alberto Rizzi (2020)
- Maison de retraite 2, regia di Claude Zidi Jr (202-)

#### Televisione
- Der Kommissar, 1 episodio (1969) - serie televisiva
- La Vie de Jules Massenet (1973) - film per la televisione
- Marc et Sophie, 1 episodio (1988) - serie televisiva
- Maguy, 1 episodio (1992) - serie televisiva
- Piazza di Spagna (Canale 5, 1992) - miniserie televisiva
- Une femme pour moi (1993) - film per la televisione
- Les Années Bleues, 1 episodio (1998) - serie televisiva
- Un gars, une fille, 2 episodi (2000) - serie televisiva
- Blague à part, 1 episodio (2000) - serie televisiva
- Tre Ragazzi a Milano (2001) - film per la televisione
- Sous le soleil, 1 episodio (2003) - serie televisiva
- 7 vite (Rai 2, 2007-2009) - serie televisiva
- Un amour de fantôme (2007) - film per la televisione
- Avocats et Associés, 1 episodio (2007) - serie televisiva
- Un posto al sole (Rai 3, 2008) - soap opera
- Le Grand Restaurant 2 (2011) - serie televisiva
- Les Perruches (2011)
- Nome in codice: Rose (Nom de code: Rose), regia di Arnauld Mercadier – film TV (2012)
- Scènes de ménages, 1 episodio (2012) - serie televisiva
- Nos chers voisins, 1 episodio (2014) - serie televisiva
- Camping Paradis, 1 episodio (2021) - serie televisiva
- HashtagBoomer (2021) - serie televisiva
- Queen Lear (Rai 2, 2022) - documentario

### Doppiatrice
- Gli Incredibili, regia di Brad Bird (2004) - voce di Edna Mode nella versione francese ed italiana
- Dragon Hunters, regia di Guillaume Ivernel e Arthur Qwak (2008) - voce di Gildas nella versione francese
- Lacoma, regia di Christopher Roth (2009) - voce di Fish
- Il signore dello zoo, regia di de Frank Coraci (2011) - voce di Janet la leonessa
- Disney Infinity (2013), videogioco - voce di Edna Mode[135]
- Gli Incredibili 2, regia di Brad Bird (2018) - voce di Edna Mode nella versione francese ed italiana

## Televisione

### Italia
- Stryx (Rete 2, 1978)
- Mostra internazionale di musica leggera (Rete 1, 1980), conduttrice
- Supersonica (Telemontecarlo, 1981)
- Grey Street (Telemontecarlo, 1981-1982)
- Premiatissima (Canale 5, 1982-1983), co-conduttrice
- Ma chi è Amanda? (Canale 5, 1983)
- W le donne (Canale 5, Rete 4, 1984-1986), conduttrice
- Miss Italia (Canale 5, 1985), conduttrice
- Festival di Castrocaro (Rai 1, 1987), conduttrice
- Il gioco dei 9 (Canale 5, 1988-1991) ospite fissa
- Ars Amanda (Rai 3, 1989), conduttrice
- Buonasera (Rete 4, 1991-1992), conduttrice
- La notte dei Teleratti (Rai 3, 1996), conduttrice
- Il brutto anatroccolo (Italia 1, 1998-2000), conduttrice
- Buon Capodanno (Canale 5, 1998-1999), conduttrice
- Cocktail d'amore (Rai 2, 2002-2003), conduttrice
- La grande notte del lunedì sera (Rai 2, 2002-2003), conduttrice
- La talpa (Rai 2, 2004), conduttrice (1ª puntata)
- Ballando con le stelle (Rai 1, 2005, 2007), giurata
- Sfida fra sexy star di Hollywood (E!, 2008)
- The Singing Office (Sky Vivo, 2008), giurata
- Ciak... si canta! (Rai 1, 2011), giurata
- Si può fare! (Rai 1, 2014-2015), giurata
- Techetechete' (Rai 1, 2015-2022) Puntata 24 Puntata 31
- Voulez-vous coucher avec moi? (Cielo, 2018), conduttrice
- Sanremo Young (Rai 1, 2019), giurata
- I Soliti Ignoti speciale (Rai 1, 2022), concorrente
- Non sono una signora (Rai 2, 2023), giurata

### Francia
- L'Académie des neuf (Antenne 2, 1984)
- Cherchez la femme (La Cinq, 1986), conduttrice
- Les Grosses Têtes (TF1, 1992-1997)
- Rire sur la ville (TF1, 1992-1993, conduttrice
- Méfiez-vous des blondes (TF1, 1992-1993), conduttrice
- Sacrée Soirée (TF1, 1993-1994)
- Le Kadox (France 3, 2000)[136]
- Soirée de la Saint-Sylvestre (France 2, 2001), conduttrice[137]
- Tendance Amanda (Match TV, 2002-2005), conduttrice
- 20 h 10 pétantes, (Canal Plus, 2003-2004)
- Pourquoi les manchots n'ont-ils pas froid aux pieds? (France 2, 2007)[138]
- La folle histoire du disco (France 3, 2008), conduttrice
- La guerre des canons (E!, 2008)
- Le grand classement du Disco (M6, 2008), conduttrice
- The Summer of the 70s (Arte, 2008), conduttrice
- Drag Race France 2 (France 2, 2023), giudice ospite

### Spagna
- El Show de Amanda Lear (RTVE, 1981)

### Germania
- Peep! (RTL II, 1995-1996), conduttrice
- The Summer of the 70s (Arte, 2008), conduttrice

## Libri
- Chi ha paura di Amanda Lear?, Berengaria, 1979. (orig. A qui fait peur Amanda Lear?)
- (FR) Le Dalí d'Amanda, Parigi, Éditions Favre, 1984, ISBN non esistente.
- Amanda Lear e Marina Bocconcelli, La mia vita con Dalí, Costa & Nolan, 1987, ISBN 88-7648-052-8.
- (FR) L'Immortelle, Parigi, Claude Carrère, 1987, ISBN 2-86804-363-1.
- (FR) L'Amant Dalí: ma vie avec Salvador Dalí, Parigi, Éditions Michel Lafon, 1994, ISBN 2-84098-011-8.
- (FR) Mon Dalí, Neuilly-sur-Seine, Éditions Michel Lafon, 2004, ISBN 2-7499-0111-1.
- (EN) Amanda Lear e Galerie Claudius, Between Dream And Reality, Norderstedt, Books on Demand, 2006, ISBN 3-8334-5185-8.
- (FR) Je ne suis pas du tout celle que vous croyez…, Parigi, Hors collection, 2009, ISBN 978-2-258-08132-1.
- (FR) Amanda Lear e Frédéric Dieudonné, Délires, Parigi, Le Cherche midi, 2018, ISBN 978-2-7491-5043-7.

## Documentari
- 2022 : Queen Lear - Le mille vite di Amanda Lear regia di Gero von Boehm su Rai 2 Arte (53 minuti)
- 2023 : Amanda Lear : « Appelez-moi mademoiselle » regia di Patrick Jeudy su Arte (53 minuti) ISAN 0000-0006-03F9-0000-E-0000-0000-W

## Pubblicità
- Lise Charmel (1967)
- Mitoufle (1967)
- I profumi Detchema Revillon Frères (~1967)[139]
- occhiali da sole Corocraft (1968)[140]
- La vernice Bright & Bold (1971)[141]
- Nano ghiacciato San Pellegrino (1979-1981)
- FIAT (1983-1985)
- I reggiseni Triumph[142]